# Russische militaire begraafplaats in Bautzen
De Russische militaire begraafplaats in Bautzen is een militaire begraafplaats in Saksen, Duitsland. Op de begraafplaats liggen omgekomen Russische militairen uit de Tweede Wereldoorlog.

## Begraafplaats
Vrijwel alle militairen kwamen aan het einde van de oorlog, tijdens de slag om Bautzen, om het leven. Het exacte aantal is niet bekend.